# Gargouille (Isaac Christians)
Pour les articles homonymes, voir Gargouille (homonymie).
ne doit pas être confondu avec le personnage de la Gargouille (Yuri Topolov) et la Gargouille grise
Isaac Christians, alias la Gargouille (« Gargoyle » en version originale), est un super-héros évoluant dans l'univers Marvel de la maison d'édition Marvel Comics. Créé par le scénariste J.M. DeMatteis et le dessinateur Don Perlin, le personnage de fiction apparaît pour la première fois dans le comic book Defenders #94 en 1981.
Le personnage a fait partie de l'équipe des Défenseurs. Il ne doit pas être confondu avec le personnage de la Gargouille (Yuri Topolov), l'un des premiers super-vilains ennemi de Hulk.

## Biographie du personnage

### Contexte fictionnel
Avant que Rome n'occupe la Gaule et la Grande-Bretagne, le druide Derwyddon fut puni par ses dieux, à cause de son manque de foi. Il fut mis en stase.
À son réveil, il découvrit que le christianisme avait remplacé son culte, et qu'une église avait été bâtie sur un haut lieu du pouvoir druidique. Il se vengea en donnant vie aux gargouilles sculptées sur le site, mais ces dernières causèrent de si grands dégâts que le druide regretta son geste et les fit redevenir pierre. Mais certaines réussirent à s'enfuir. L'une d'elles devint le serviteur, puis le disciple d'un grand mage.
70 ans plus tard, ayant appris tout ce qu'elle pouvait connaître, la créature tua son maître. Elle passa plusieurs siècles à se nourrir d'humains et à créer son propre culte, jusqu'à ce qu'elle attire l'attention de la Main à Six Doigts, une secte démoniaque. Cette secte finit par l'intégrer à ses rangs, pour en faire finalement un esclave.

### Origines
Isaac Christians naît aux États-Unis à Christiansboro, en Virginie, une ville fondée par ses ancêtres vers la fin du XIXe siècle. Alors enfant, il tue accidentellement son frère. Plus tard, il perd la femme qu'il aimait, Elaine Willoughby au profit de son meilleur ami, le charismatique Buster Henderson.
Durant la Première Guerre mondiale, Buster et Isaac partent en Europe. Là-bas, Buster est tué dans les tranchées. Après le conflit, Isaac choisit de vivre à Paris où il tombe amoureux de Germaine, une prostituée qui lui rappelait Elaine.
À la fin de leur liaison, il part s'installer en Inde où il devient un fidèle du saint Vishnu Dass. Deux ans plus tard, il apprend par une lettre la mort de son père, et retourne aux États-Unis pour reprendre le poste de maire, jusqu'à sa retraite.
Voyant que sa ville tombe dans la pauvreté, Isaac se réfugie dans les arts mystiques. Il invoque Avarrish de la Main à Six Doigts, qui promet de sauver Christiansboro contre sa servitude. Isaac se retrouva alors dans le corps de la Gargouille (un démon réduit en esclavage) et est chargé de capturer Hellcat pour en faire un hôte à l'entité démoniaque.
Il combat l'équipe des Défenseurs, mais son manque d'ardeur enrage Avarrish qui le condamne à rester dans le corps de la créature. C'est à ce moment qu'il choisit de rejoindre le groupe de super-héros.

### Parcours
Isaac Christians reste ensuite avec les Défenseurs. Il combat l’Homme-Chose possédé par le démon Unnthinnk, assiste aux funérailles de Captain Mar-Vell et tombe dans une grave dépression quand il retrouve sa ville ruinée et hantée. Il y combat Null, the Living Darkness et est sauvé par les fantômes de ses aïeux, qui lui redonnent le goût de vivre.
Avec les Défenseurs, il affronte l’Empire Secret et l’Enchanteresse, ainsi que Nébulon jusqu'à ce que l'équipe emménage au Nouveau-Mexique.
Attiré par la mort d'Elaine, il rencontre la gargouille créée par Derwyddon qui possédait son corps humain. Ils échangent de corps, mais la créature part faire un carnage. Derwyddon, qui traquait le monstre ailé, aide Isaac à le retrouver. Isaac reprend son corps démoniaque et tue son corps humain, pour détruire l'entité qui y habitait.
Plus tard, contrôlé par Dragon-lune, il vole une gemme au Docteur Strange. Plusieurs Défenseurs se sacrifièrent pour réduire Dragon-Lune et la Gargouille en poussière. L'âme d'Isaac se réfugie dans le cristal, qui est récupéré par un soldat après le combat. Isaac contrôle le soldat pour retrouver l'âme de Dragon-Lune, cachée dans le corps de sa propre cousine, Pamela Douglas. Dragon-Lune réussit à convaincre Issac et Pamela de la suivre sur Titan, où les Éternels lui donnent un nouveau corps.
Pamela devint Sundragon et Isaac reçut un nouveau corps de gargouille, capable de prendre forme humaine. Isaac reste vivre sur Titan puis revint sur Terre, après avoir été capturé par l’Étranger.
Il reprend sa relation avec Dolly, la vieille gouvernante de Patsy Walker (Hellcat) jusqu'à sa mort. Il reste pourtant vivre chez Patsy et Daimon Hellstrom. Quand ce dernier commence à mourir, Isaac et Hellcat invoquent son père, Satan.
Isaac reste fidèle à Patsy Walker jusqu'à son suicide, puis reste près de Daimon car il n'a plus rien d'autre à faire. Il devient ami avec la nouvelle compagne de Daimon, Jaine Cutter. Il s'occupe aussi de l'invalide Devil-Hunter, Gabriel.

### Période récente
On revit récemment la Gargouille avec les Thunderbolts lors de retour de Patsy Walker, puis dans Initiative #2.

## Pouvoirs et capacités
Isaac Christians peut prendre la forme d'un démon écailleux et ailé, capable de voler à vitesse réduite. Son corps est immortel et peut faire repousser les membres perdus. Il possède une force surhumaine et des connaissances dans les arts occultes.
- Sous sa forme de Gargouille, il n'a pas besoin de respirer.
- Il peut émettre des rayons mystiques qui volent la vie de ses cibles. Il peut aussi inverser le processus et donner sa propre énergie vitale à autrui.
- Cette bio-énergie le protège des sortilèges et autres attaques magiques, comme un bouclier. Il est de plus très difficile de le localiser par magie.